# Coral-de-colar-branco
A Micrurus corallinus é uma das espécies da cobra-coral, coral verdadeira e boicorá e é uma das serpentes mais venenosas do Brasil.

## Características gerais
A Micrurus corallinus (cobra-coral verdadeira) possui anéis pretos simples, entre dois brancos bem delineados e delimitados. Esta espécie habita preferencialmente a região próxima ao litoral e difere das demais corais brasileiras, que apresentam tríades de anéis pretos entre os vermelhos e habitam o planalto.
As corais têm hábitos noturnos, vivem sob o solo, folhas, troncos em decomposição, raízes e pedras. Não são agressivas, oferecendo risco somente quando manuseadas ou acuadas. Suas presas de veneno são fixas (dentição proteróglifa) e pequenas, localizadas na parte anterior da boca, por isso elas mordem em vez de picar. Ainda assim, esta é uma das corais de veneno mais ativo no homem, podendo causar a morte em pouco tempo.
As corais, a exemplo de outros répteis, apresentam maior atividade externa nos meses quentes e chuvosos que nos frios e secos. Após as chuvas elas saem atrás de alimentos, preferencialmente sapos e rãs, mas, também, insetos, outros répteis, etc.
Seu comprimento é em torno de 60 cm nos machos e 70 cm nas fêmeas. Os acasalamentos ocorrem na primavera e com a maior atividade externa há, também, um incremento nos acidentes e picadas. Além da diferença de tamanho, há um dimorfismo sexual evidente: a cauda dos machos é maior e mais grossa, apresentando 6 ou 7 anéis pretos, enquanto a das fêmeas tem 4 ou 5.

## Distribuição geográfica
A Micrurus corallinus tem como hábitat principalmente o litoral e a Mata Atlântica, estendendo-se aos estados da Bahia, Ceará, Espírito Santo, Rio de Janeiro, São Paulo, Mato Grosso do Sul, Paraná, Santa Catarina e Rio Grande do Sul.